# Shibuya REGENERATION Project
Shibuya REGENERATION Project（シブヤ・リジェネレーション・プロジェクト）は、東京都渋谷区渋谷二丁目12番・13番・14番・16番地にある再開発計画である。区域面積は約2.9ha、敷地面積は約18,800m²、延床面積は約332,200m²。
この再開発は渋谷地区で最大規模とされる。2023年1月16日に東京都知事から市街地再開発組合の設立の認可を受けた。
再開発地区はA、B、C街区に分け。A街区に地上5階、地下1階、高さ約50m、B街区に地上41階、地下4階、高さ約208mのビルを建設する予定。C街区に地上41階、地下2階、高さ約175mのビルを建設する予定。A街区とB街区は第一種市街地再開発事業の範囲に含まれるが、C街区は東京建物など権利者が主導する。また、プロジェクトの全体においては、大規模なバスターミナルが整備されることになっており、そのバスターミナルでは、空港リムジンバス・高速乗合バス・観光バスの乗り入れを予定しているという。それに、歩行者のネットワークと広場も整備される。その歩行者のネットワークでは、それぞれの街区の結ぶ幅の広いデッキを設ける。